# Millerton (Oklahoma)
Millerton és un poble dels Estats Units a l'estat d'Oklahoma. Segons el cens del 2000 tenia 359 habitants.

## Demografia
Segons el cens del 2000, Millerton tenia 359 habitants, 145 habitatges, i 100 famílies. La densitat de població era de 77,9 habitants per km².
Dels 145 habitatges en un 34,5% hi vivien nens de menys de 18 anys, en un 53,8% hi vivien parelles casades, en un 6,9% dones solteres, i en un 31% no eren unitats familiars. En el 26,9% dels habitatges hi vivien persones soles el 6,2% de les quals corresponia a persones de 65 anys o més que vivien soles. El nombre mitjà de persones vivint en cada habitatge era de 2,48 i el nombre mitjà de persones que vivien en cada família era de 3,02.
Per edats la població es repartia de la següent manera: un 27,6% tenia menys de 18 anys, un 7,5% entre 18 i 24, un 27,9% entre 25 i 44, un 26,5% de 45 a 60 i un 10,6% 65 anys o més.
L'edat mediana era de 35 anys. Per cada 100 dones de 18 o més anys hi havia 98,5 homes.
La renda mediana per habitatge era de 19.375 $ i la renda mediana per família de 31.875 $. Els homes tenien una renda mediana de 30.577 $ mentre que les dones 15.000 $. La renda per capita de la població era d'11.168 $. Entorn del 21,6% de les famílies i el 26,7% de la població estaven per davall del llindar de pobresa.

## Poblacions més properes
El següent diagrama mostra les poblacions més properes.